# Bey de l'Ouest
 (décembre 2011).
Si vous disposez d'ouvrages ou d'articles de référence ou si vous connaissez des sites web de qualité traitant du thème abordé ici, merci de compléter l'article en donnant les références utiles à sa vérifiabilité et en les liant à la section « Notes et références ».
Le bey de l'Ouest est le dignitaire à la tête du beylik de l'Ouest, siégeant at Mazouna, Mascara et Oran successivement durant la période de la régence d'Alger.  Il est nommé par son suzerain, le dey d'Alger. Comme pour les autres beyliks de la Régence (le beylik du Titteri et le beylik de Constantine), le bey de l'Ouest est le représentant du dey d'Alger et administre la province en son nom.

## Beys du beylik de l'Ouest

### À Mazouna
- Bou Kredidja, premier bey instauré vers 1563 par le beylerbey Hassan Pacha.
- Souag Bey.
- Seiahh Bey.
- Saad Bey.
- Onze autres beys non nommés (« nomenclature incertaine »).
- Chaban-ez-Zenagui, ou Shaaban bey, tué devant Oran (Hégire 1098 - 1686/1687[2]).
- Mustapha Bouchelaghem, ou  Mustafa al-Mesrati, transfère le siège du beylik de Mazouna à Mascara avant de reconquérir Oran de 1708 à 1732 et en faire sa capitale. Il se retire finalement à Mostaganem où il meurt en 1737[3].

### À Mascara
- Ioussef, ou Youcef, fils du précédent, bey pendant un an, s'enfuit à Tlemcen où il meurt en 1738.
- Mustapha el Hamar, dote Mascara de remparts en 1748.
- Gaïd, frère du précédent, craignant les manigances des enfants de Bou-Chelagram, se réfugie en 1751 près des Espagnols d'Oran.
- Mohammed el Adjami, mort assassiné en 1752, après 9 mois de gouvernement, d'où son surnom de Bey el Djedda.
- Osman, gouverne 19 ans et meurt en 1771.
- Hassan bey, gouverne 3 ans, s'enfuit à Oran, puis à Constantinople, et enfin au Caire.
- Ibrahim, de Miliana, bey de 1774 à 1783. Lors du débarquement d'O'Reilly contre Alger en 1775, son khalifa Mohammed, à la tête de 10000 combattants de la province, s'illustra vaillamment.
- Hadji Krelit le Turc, mort en 1784.
- Mohamed el-Kebir, ou Muhammad bey El Kebir, auparavant khalifa d'Ibrahim, puis de Hadji Krelit, nommé bey en 1784, premier bey d'Oran où il s'installe en 1792 après le départ des Espagnols, mort en 1799.

### À Oran
- Osman, surnommé le Borgne, plus jeune fils du précédent, exilé à Blida, puis nommé bey de Constantine.
- Mustapha el Manzali, doit faire face à la révolte Derkaoua menée par  Ben Chérif, destitué.
- Mohammed Mekalich, fils de Mohammed el Kebir, mate la révolte derkaoua, puis les Beni Amer révoltés, étranglé sur ordre du Dey Ahmed Pacha.
- Mustapha el Manzali, à nouveau, pour une courte période.
- Mohammed bou Kabous, ou el-Requiq, frère de Mohammed el Kebir, se met en révolte contre le Dey, torturé et décapité, surnommé le bey écorché.
- Ali Cara Bargli le turc, gendre de Mohammed el Kebir, bey pendant 5 ans, étranglé par ordre du Dey près de Miliana en portant le tribut
- Hassan, gendre de Bou Kabous, bat une conjuration de la tribu des Hachem et de l'aîné Tedjeni de la confrérie Tedjanïa, dernier bey d'Oran, mort à La Mecque.
- Kheireddine, provenant de Tunis, il est installé par les troupes françaises après la reddition de Hassan.